# Wymysłów (Chorzewa)
Wymysłów – część wsi Chorzewa w Polsce położona w województwie świętokrzyskim, w powiecie jędrzejowskim, w gminie Jędrzejów.
W latach 1975–1998 miejscowość administracyjnie należała do województwa kieleckiego.